# Bílá duha

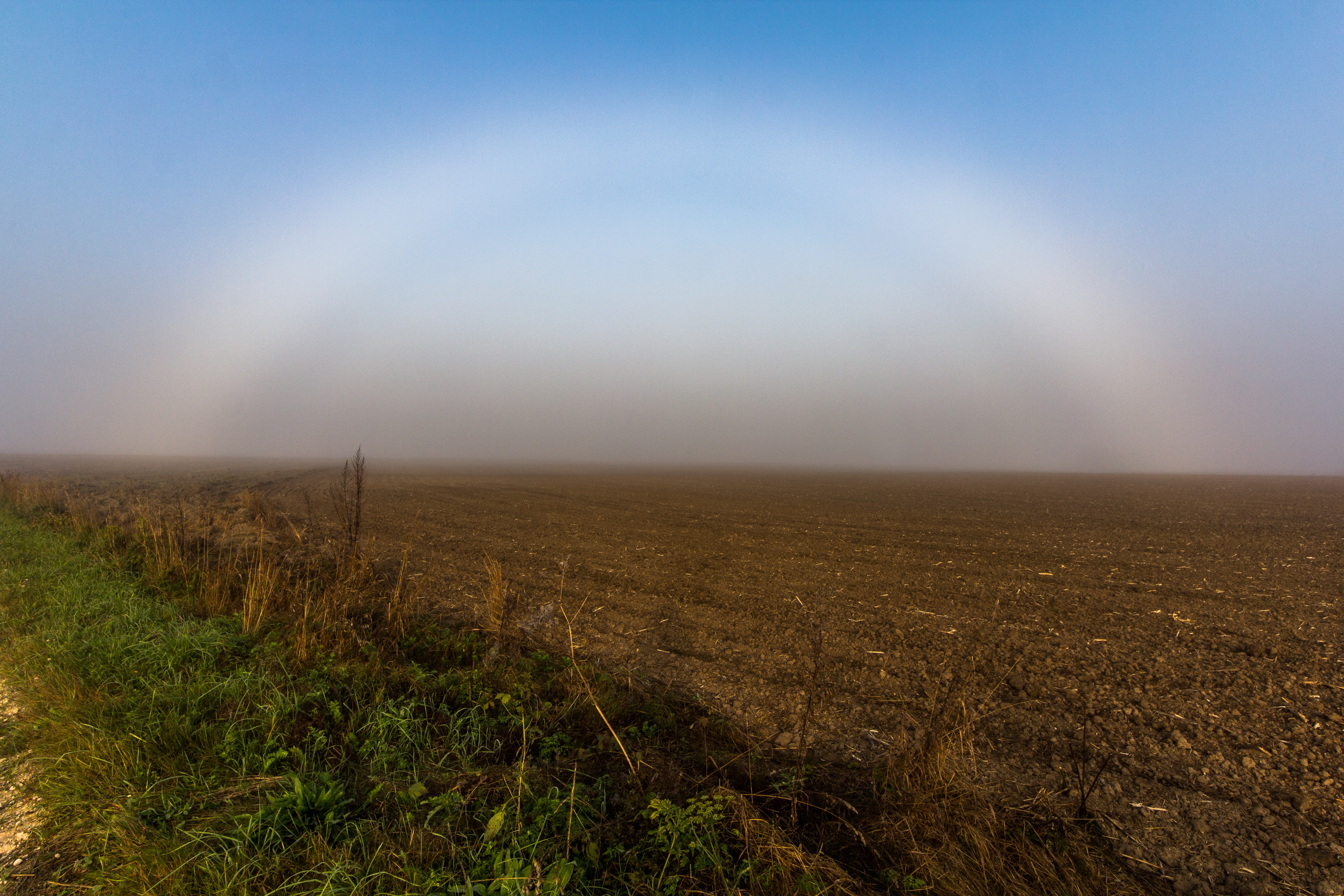
Bílá duha nad polem

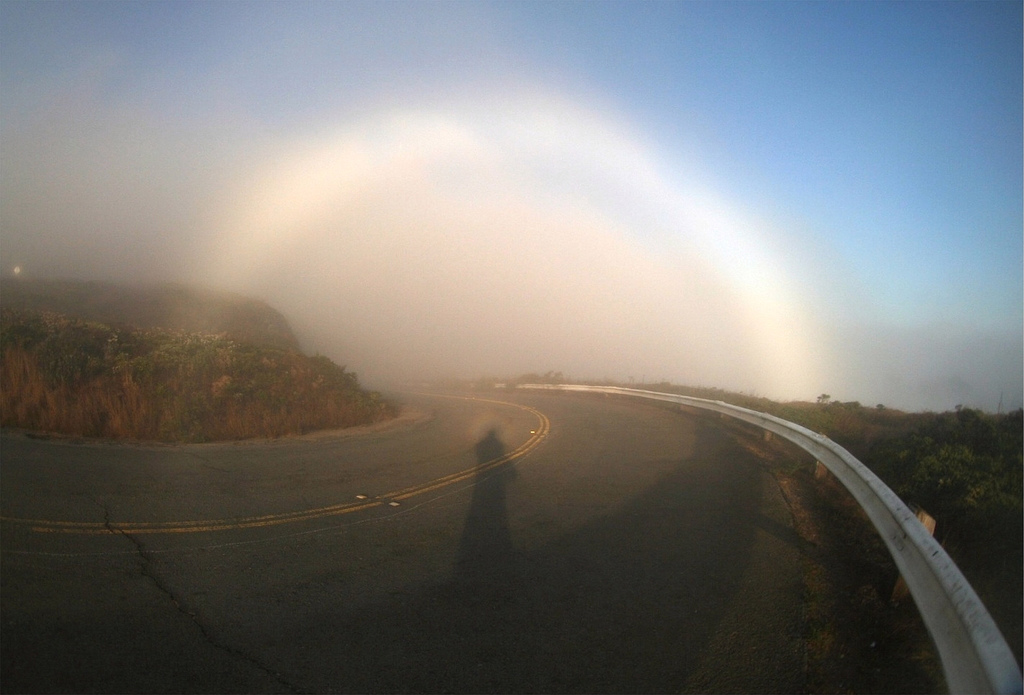
Bílá duha a gloriola nad silnicí

Bílá duha nebo také mlžná duha je optický úkaz, který vzniká většinou v mlze nebo vzácněji pak po dešti. Mechanismus vzniku bílé duhy je stejný jako u standardní duhy, avšak je ještě podmíněn malými rozměry vodních kapek, které musí být menší než 50 μm, a také jejich stejnoměrnou velikostí. Ty totiž způsobují ohyb (difrakci) barevných složek duhy a tím následnou interferenci (v tomto případě skládání) zpět do bílého světla, čímž se liší od podobného jevu zvaného gloriola.
Počítačové simulace ukázaly, že nejvíc se tento efekt projevuje v prostředí s kapkami o velikosti 1 μm. S rostoucí velikostí kapek pak efekt slábne a na bílé duze jsou tím pádem postřehnutelné vybledlé barvy.
Bílou duhu může vyvolat buď přirozený zdroj jako Slunce, měsíční svit, nebo i umělý zdroj, například reflektory stojícího automobilu.